# Steall Falls
Steall Falls (gael. An Steall Bàn) – wodospad o wysokości 120 m położony niedaleko Fort William w Szkocji, drugi co do wysokości w Wielkiej Brytanii. Położony jest w dolinie Glen Nevis.